# Rancosinho
Rancosinho é uma localidade portuguesa do concelho de Fornos de Algodres, na província da Beira Alta, região do Centro e sub-região da Serra da Estrela. A sua freguesia é Algodres e é constituída pelos lugares de Rancosinho, Furtado e Algodres. O seu padroeiro é o Santo Elói e as festas religiosas da aldeia são a 1 de Dezembro.